# Маун, Марсаль
Хаджи Марсаль бин Маун (англ. Haji Marsal Bin Maun; 8 ноября 1913, Кампонг Пулау Амбок, протекторат Бруней — 28 марта 2000, Бандар-Сери-Бегаван, Бруней) — брунейский государственный деятель и поэт, главный министр Брунея (1961—1962).

## Биография
Получил начальное образование в малайской школе в Джалан-Пеманча. В 1933 г. получил квалификацию учителя по окончании Учебного колледжа Султана Идриса.
По возвращении из Соединенного Королевства работал помощником учителя, а в 1934 г. становится исполняющим обязанности суперинтенданта в сфере образования. Накануне Второй мировой войны выступил основателем Федерации учителей Брунея. Благодаря этой ассоциации он вошел в окружение султана Омара Али Сайфуддина III. Также был инициатором создания Брунейского скаутского движения. Входил у группу должностных лиц, консультировавших султана при подготовке Конституции 1959 г. Также был в составе делегации, представлявшей Бруней, во время конституционных переговоров в Лондоне.
В мае 1960 г. был назначен заместителем государственного секретаря Брунея, а в августе 1961 г. стал главным министром Брунея, оставаясь на этой должности до 1 сентября 1962 года.
8 декабря 1962 года, менее чем через 3 месяца после его ухода с должности, произошло Восстание в Брунее. Хотя он потерял благосклонность султана, он в конечном итоге именно он посоветовал ему, как бороться с повстанцами, а именно просить военную помощь Великобритании в соответствии с Договором о защите 1888 г.
После ухода на пенсию продолжал активно работать в качестве старшего государственного советника. Он осуществлял наставничество  вновь назначенным министрам.
В 1991 г. бы награжден Премией Учителя. Посмертно получил звание Отца Конституции. В его честь были названы ряд учебных заведений Брунея.